# Justizvollzugsanstalt des Offenen Vollzuges Berlin
Die Justizvollzugsanstalt des Offenen Vollzuges Berlin (kurz: JVA OVB) ist eine Justizvollzugsanstalt (JVA) für den offenen Vollzug in Berlin. Sie entstand 2010 aus vormals drei Berliner Justizvollzugsanstalten für den offenen Männervollzug und verfügt über 908 Haftplätze an vier Standorten.

## Geschichte
Zum 1. Juli 2010 fusionierten die JVA Hakenfelde, die bereits zum 1. Juli 2008 mit der JVA Heiligensee verschmolzen wurde und nunmehr die Hauptanstalt bildet, und die JVA Düppel zur Justizvollzugsanstalt des Offenen Vollzuges Berlin.
Die JVA gehört zum von der landeseigenen BIM Berliner Immobilienmanagement GmbH verwalteten Sondervermögen Immobilien des Landes Berlin.

## Standorte
- ⊙ Standort Niederneuendorfer Allee (Hauptanstalt), 248 Haftplätze, Bezirk Spandau – Justizvollzugsanstalt Hakenfelde
- ⊙ Standort Kiefheider Weg, 240 Haftplätze, Bezirk Reinickendorf – Justizvollzugsanstalt Heiligensee
- ⊙ Standort Kisselnallee, 170 Haftplätze, Bezirk Spandau
- ⊙Standort Robert-von-Ostertag-Straße, 258 Haftplätze, Bezirk Steglitz-Zehlendorf – Justizvollzugsanstalt Düppel